# Skogsmurarbi
Skogsmurarbi (Osmia nigriventris) är en biart som först beskrevs av Johan Wilhelm Zetterstedt 1838. Den ingår i släktet murarbin och familjen buksamlarbin. Inga underarter finns listade i Catalogue of Life.

## Beskrivning
Skogsmurarbiet har en mattsvart grundfärg, svagt rökfärgade vingar och ljus behåring (hos hanen varierande från ljust gulbrunt till rent vitt) på huvud och mellankropp. Honan har även tergit 1 och 2 täckta med ljus behåring, medan behåringen på de följande tergiterna blir gradvis mörknande. Hanen har nästan vit behåring på tergit 1, och gradvis mörknande sådan redan från tergit 2. Kroppslängden är 10 till 11 mm hos hanen, ungefär 11 mm hos honan.

## Utbredning
Arten finns både i Nearktis och Palearktis. I den förra regionen förekommer den i västra och norra USA från Colorado, Wyoming, Idaho, Oregon, Montana, Washington Minnesota samt norrut från British Columbia, Alberta, Yukon, Northwest Territories, Manitoba, Ontario, Quebec, Newfoundland och Labrador i Kanada samt Alaska längst i nordväst. I Palearktis finns den i de europeiska Alperna från Frankrike, över Schweiz, Italien och Tyskland till Österrike, samt i Nordeuropa från Norge, Sverige och Finland över de baltiska länderna (Estland, Lettland och Litauen) österut via europeiska och asiatiska Ryssland till östligaste Sibirien, Mongoliet och norra Kina. Den finns även i Slovakien, Tjeckien och Polen som istidsrelikter.
I Sverige förekommer den i nästan hela landet utom Skåne, Blekinge och Bohuslän, medan den i Finland har observerats glest över hela landet, tätare i södra halvan. I ingendera länderna är den rödlistad, utan klassificerad som livskraftig ("LC") i båda.

## Ekologi
Skogsmurarbiet är polylektiskt, det flyger till blommande växter från många olika familjer. Det föredrar ljungväxter som blåbärssläktet, där framför allt lingon och mjölon, men det kan också besöka malvaväxter som Iliamna-arter och rosväxter som finnros.

### Fortplantning
Det har antagits att arten likt många andra murarbin utnyttjar gamla bogångar i trävirke, utgrävda av andra insekter, för att bygga sina larvbon. Senare forskning har emellertid visat att biets honor aktivt kan gräva ut tunnlar för sina larvbon. I en undersökning beskriven 2019 hade skogsmurarbihonor grävt ut flera larvbon i barken på lärkträd. Larvbona kunde vanligen innehålla upp till 12 larvceller (med undantag för ett bo som innehöll hela 26 celler). Skiljeväggarna konstruerades av barksmulor omgivna på bägge sidor av tuggade blad. Det fanns dessutom tecken på att flera honor i ett fall hade samarbetat för att bygga ett större bo.